# Спитхед

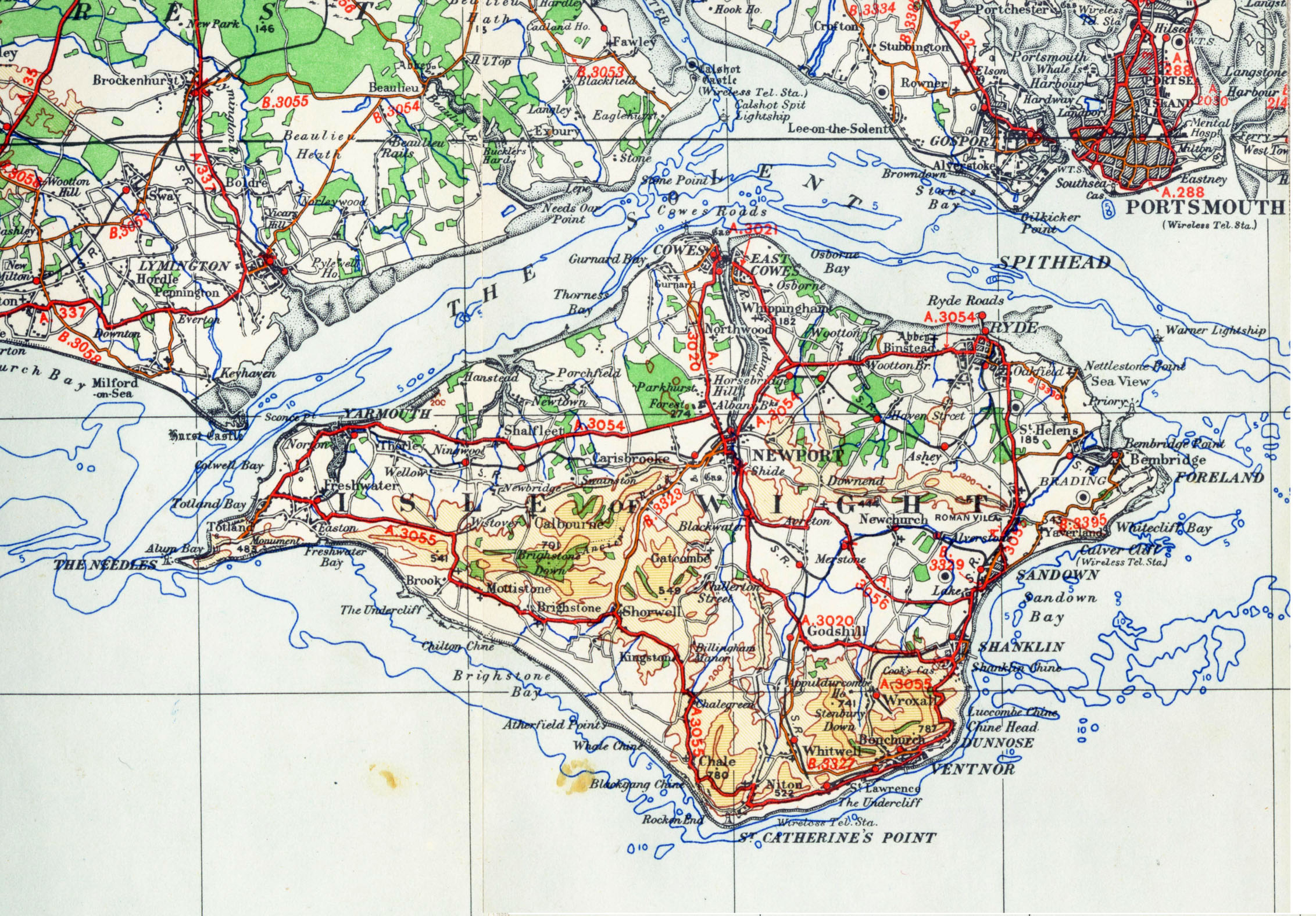
Карта Те-Солента и о. Уайт, включая Спитхед

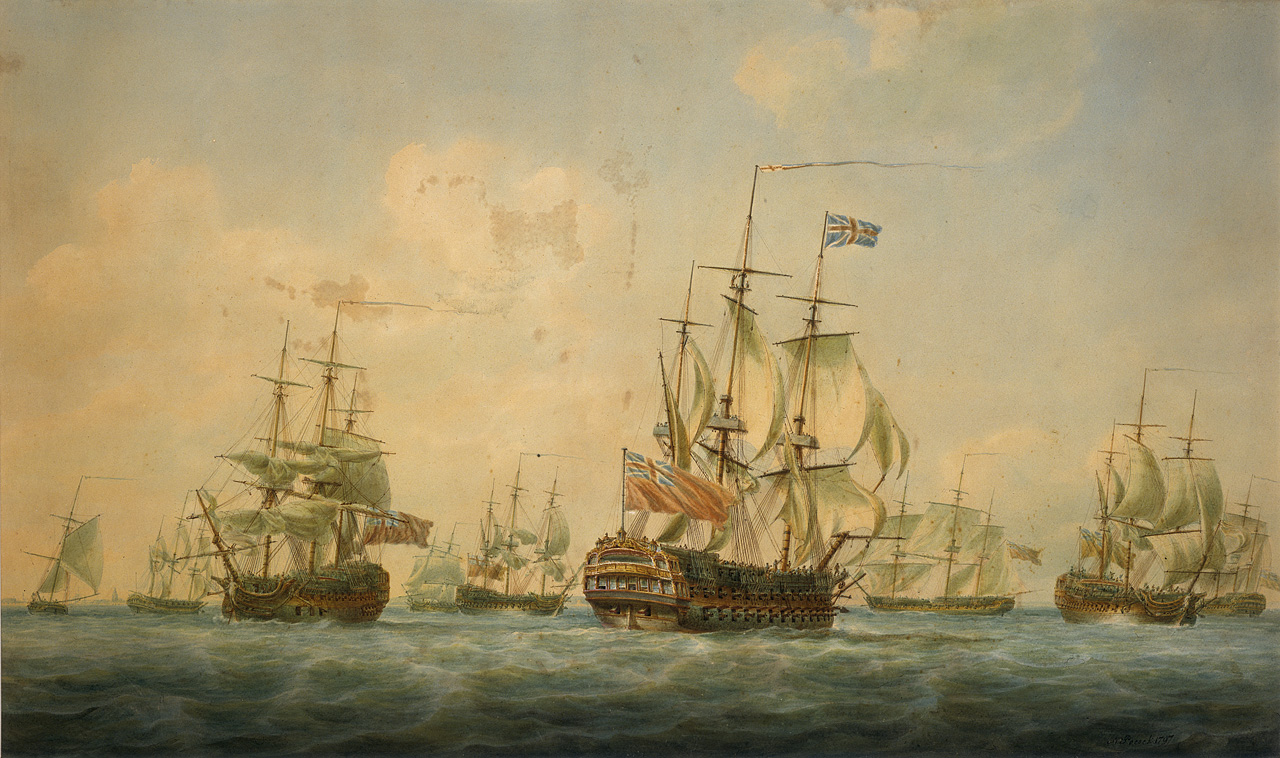
Корабли на рейде Спитхеда. Худ. Николас Покок (1793)

Спитхед (англ. Spithead) — якорная стоянка в проливе Те-Солент, между островом Уайт и берегом Хэмпшира. Получил название от песчаной банки Спит, выступающей на 3 мили в море от берега. 

## Характеристика
Является внешним рейдом Портсмута. Одновременно является судоходным каналом, ведущим в Саутгемптон. Размеры акватории приблизительно 13 × 4 мили. Глубины на стоянке 4,5−18 м (15-60 футов), по фарватеру 10-18 м. Грунт ил и песчаный ил. Высота приливов 0,8−4,9 м (3−16 футов). Дает хорошее укрытие от преобладающих SW и W ветров, удовлетворительное укрытие от S ветров.

## История

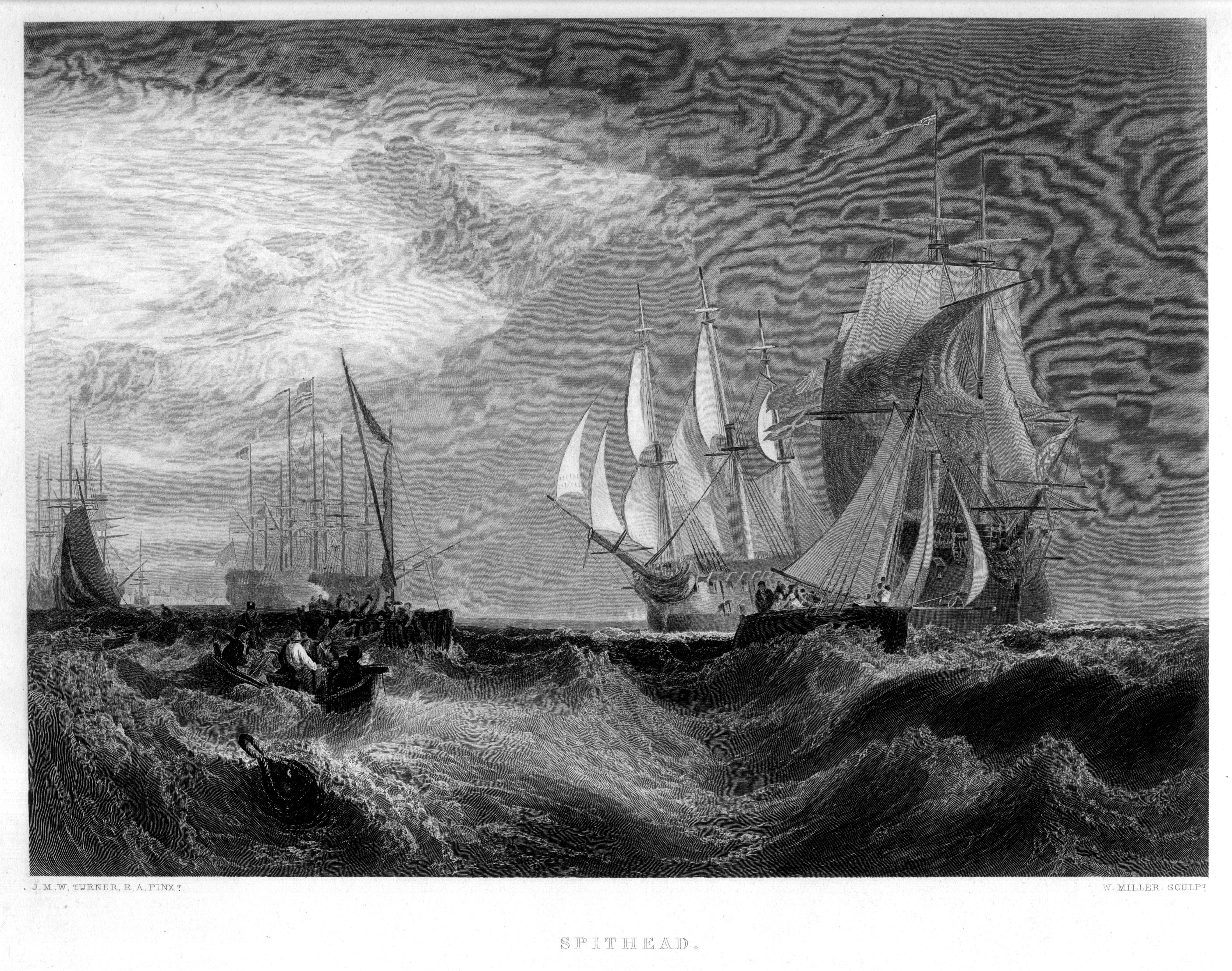
Рейд Спитхеда, около 1815 г. Гравюра Уильяма Миллера (1875)

Со времен Эдуарда III является стоянкой британского военно-морского флота. Выгодное географическое положение позволяло, используя его как базу, контролировать Английский канал. Особое значение приобрел, когда Портсмут стал главной базой Королевского флота. На берегах пролива появились укрепления, в том числе замок Саутси. Начиная с правления Генриха V, на рейде Спитхеда проводится королевский смотр флота (англ.), позже переросший в международный смотр (англ.). На коронационных торжествах присутствуют наиболее представительные корабли флота. Так в 1937 году от СССР принимал участие линкор «Марат», а в 1953 году — лёгкий крейсер «Свердлов».
С развитием парового флота близлежащий Саутгемптон стал соперничать с Лондоном в качестве перевалочного пункта заокеанской торговли. С появлением регулярного пассажирского сообщения стал отправной точкой линии Англия — Северная Америка.
С XIX века район является центром парусного спорта Англии, а по числу яхт-клубов остается крупнейшим центром.